# Tar (파일 포맷)
타르(tar)는 컴퓨터에서, 테입 아카이브(Tape Archive)를 위해 고안된 파일 형식과 이런 형식의 파일을 다루는데 사용되는 프로그램을 의미한다. 파일 형식은 초기 유닉스 시대에 만들어졌고 POSIX.1-1988 과 POSIX.1-2001 에 의해 표준화되었다.
초기에는 테입 백업 목적으로, 순차적 입출력 장치에 직접 쓰도록 개발되었으나 현재는 배포 또는 아카이브 용도로 많은 파일을 디렉토리 구조, 파일 속성들을 보존하면서 하나의 큰 파일로 묶는 데 주로 사용된다.

## 파일 형식

### 헤더
pre-POSIX.1-1988 (i.e. v7) tar 헤더는 다음과 같다:
| 필드 오프셋 | 필드 크기 | 필드                                                |
| ----------- | --------- | --------------------------------------------------- |
| 0           | 100       | 파일 이름                                           |
| 100         | 8         | 파일 모드                                           |
| 108         | 8         | 소유자의 숫자로 된 사용자 ID                        |
| 116         | 8         | 그룹의 숫자로 된 사용자 ID                          |
| 124         | 12        | 파일 크기 (바이트, 옥탈 베이스)                     |
| 136         | 12        | 마지막 수정 시간. 숫자로 된 유닉스 시간 형식 (옥탈) |
| 148         | 8         | 헤더 레코드를 위한 체크섬                           |
| 156         | 1         | 링크 표시자 (파일 유형)                             |
| 157         | 100       | 링크된 파일의 이름                                  |

pre-POSIX.1-1988 링크 표시자(Link indicator) 필드는 다음의 값을 가질 수 있다:
| 값                   | 의미        |
| -------------------- | ----------- |
| '0' 또는 (ASCII NUL) | 일반 파일   |
| '1'                  | 하드 링크   |
| '2'                  | 심볼릭 링크 |

## 사용

### Tarpipe
tarpipe는 tar 유틸리티의 stdout 파일로 아카이브를 만들어서 표준 입력에 다른 tar 프로세스로 파이프 처리하는 방식이며, 압축이 풀리는 위치는 다른 디렉터리이다. 이 과정은 모든 특수 파일들을 포함한 원본 디렉터리 트리 전체를 복사한다. 이를테면 다음과 같다:
```
tar cf - 
srcdir
 | (cd 
destdir
 && tar xv)
```

### 소프트웨어 배포
tar 포맷은 오픈 소스 소프트웨어 배포용으로 광범위하게 사용되고 있다.

## 압축 파일의 확장자

tar 아카이브는 압축된 파일을 만들기 위해 gzip과 같은 압축 방식과 함께 종종 사용된다. 그림에서 볼 수 이듯이, 아카이브 내의 파일들은 하나의 단위로 병합되어 압축된다.

| 긴 형태   | 짧은 형태         |
| --------- | ----------------- |
| .tar.bz2  | .tb2, .tbz, .tbz2 |
| .tar.gz   | .tgz              |
| .tar.lz   |                   |
| .tar.lzma | .tlz              |
| .tar.xz   | .txz              |
| .tar.Z    | .tZ               |

## 같이 보기
- 압축 소프트웨어의 비교